# فردریک لوتروپ ایمز
فردریک لوتروپ ایمز (Frederick Lothrop Ames) (زادهٔ ۸ ژوئن ۱۸۳۵ – درگذشتهٔ ۱۳ سپتامبر ۱۸۹۳)، وارث ثروتی در راه‌آهن و تولیدی بیل بود. او معاون راه‌آهن مستعمره قدیمی و رئیس راه‌آهن یونیون پاسیفیک بود. در هنگام مرگش، ایمز به عنوان ثروتمندترین فرد در ماساچوست خوانده شد.

## خانواده ایمز
خانواده ایمز، خانواده ثروت‌مندی بود که از چندین نسل بدانسو در استون زندگی می‌کرد. پدربزرگ فردریک، اولیور ایمز سینیور، شرکت تولید بیل به‌نام ایمز شاول ورکز را در استون، ماساچوست بنیان نهاده بود. شرکت شاول ورکز، در جریان دورهٔ که راه‌آهن و کانال‌ها به‌طور وسیعی در حال گسترش بودند و هزارها مرد با استفاده از دست و بیل کار می‌کردند، ثروت هنگفتی به خانواده وی به بار آورد. پدر فردریک، اولیور جونیور در جریان ساخت راه‌آهن بین‌قاره‌ای، رئیس شرکت راه‌آهن یونیون پاسیفیک بود. پسر عموی فردریک، اولیور ایمز فرماندار ماساچوست بود، (۱۸۸۷ – ۱۸۹۰ میلادی).

## زندگی‌نامه
فردریک لوتروپ ایمز در ۸ ژوئن ۱۸۳۵ در استون، ماساچوست زاده شد و تنها فرزند اولیور ایمز جونیور و سارا لوتروپ بود. پدر سارا محترم هوارد لوتروپ اهل استون، سناتور ایالتی بود؛ برادر وی جورج وان نیس لوتروپ در زمان اداره گروور کلیولند به عنوان فرستاده ایالات متحده در روسیه خدمت کرده بود.
فردریک جوان در آکادمی فیلیپس اکستر آموزش دیده و در ۱۸۵۴ میلادی از کالج هاروارد فارغ‌التحصیل شد. هرچند وی علاقه داشت حقوق بخواند، اما پدرش وی را قانع ساخت تا به کسب‌وکار بیل‌سازی خانوادگی ملحق شود. هنگام مرگ پدربزرگش اولیور ایمز سینیور، او عضو این شرکت شد. در ۱۸۷۶ میلادی، وی خزانه‌دار این شرکت شد. هنگام مرگ پدرش در ۱۸۷۷ میلادی، فردریک رئیس شرکت ایمز و پسران (Ames & Sons Corporation) شد؛ وی همچنین پنج یا شش میلیون دلار از پدرش به ارث برد و آنرا در راه‌آهن سرمایه‌گذاری کرد.
وی در ۷ ژوئن ۱۸۶۰ با ربکا کارولین بلیر ازدواج نموده و آنها پنج فرزند داشتند. فرزندان آنها مشتمل بود بر: هلین انگیر، اولیور، مری شریو، فردریک لوتروپ جونیور و جان استنلی ایمز.
خانواده او یک خانه زمستانی در جاده کامن‌ویلت در بوستون داشت و خانه اصلی آنها، عمارتی در استون شمالی، ماساچوست بود. در ۱۸۹۳ میلادی، ایمز کار ساخت یک ساختمان ۱۳ طبقه‌ای به‌نام ساختمان ایمز را در بوستون آغاز نمود که در آن زمان نخستین آسمان‌خراش و نخستین ساختمان متکی به آسانسور در بوستون به‌حساب می‌رفت. ایمز از دفترش که در این ساختمان واقع بود، کار می‌کرد. در آن زمان، این ساختمان بلندترین ساختمان در شرق شهر نیویورک بود.
ایمز پنج فوت ۱۱ اینچ قد و ۱۷۵ پاوند وزن داشت. او از نظر مذهبی یک یونیتارین بود و عضویت کلیسای یونیتی شمال استون و نخستین کلیسای بوستون را داشت.

## علایق تجاری
ایمز معاون راه‌آهن مستعمره قدیمی و رئیس راه‌آهن یونیون پاسیفیک بود. گذشته از همه، او رئیس چهل راه‌آهن بود که احتمالاً از هر فرد دیگری در سطح کشور بیشتر به‌حساب می‌رفت. وی یکی از هدایتگران شرکت کشتی بخار مستعمره قدیمی بود. وی همچنین مالک شش میلیون دلار در املاک و مستغلات بوستون و همچنین املاک و مستغلات در کانزاس‌سیتی و اوماها بود. هنگام مرگ وی به عمر ۵۸ سالگی، ثروت ایمز چیزی میان ۲۵ تا ۵۰ میلیون دلار تخمین زده می‌شد.

### کلکسیونر آثار هنری و حامی معماری
ایمز به‌طور گسترده به عنوان یک کلکسیونر آثار هنری معروف بود. او عضو هیئت امنای موزه هنرهای زیبای بوستون بود و یک تعداد آثار هنری و چندین یشم و کریستال بزرگ به موزه هدیه داد. وی همچنین دو نقاشی از رامبرانت، تصاویری از  نیکولاس تولپ و همسرش مورخ ۱۶۳۲ را به این موزه بخشش کرد.
کلکسیون وی همچنین شامل نقاشی «پاینتر داگ» اثر کانستانت ترویون، «تایگر هانت» اثر اوژن فرومنتن، چندین منظره اثر چارلز-فرانسوا دوبنی و چندین نقاشی دیگر از رمانتیست‌های فرانسوی بود. در ۶ اکتبر ۱۸۸۵، خانه ایمز در استون شمالی مورد سرقت قرار گرفت که در آن میان چندین نقاشی نیز به سرقت برده شد، از جمله «تابیک در بروسیک» اثر استانسیلاو چلبوسکی و «گوس گرل» اثر ژان‌فرانسوا میله.
در ۱۸۸۲ میلادی، ایمز به جان لا فارج وظیفه سپرد تا یک پنجره با شیشه رنگی بزرگ به عنوان یادگار تنها خواهر وی، هلن انگیر ایمز، در کلیسای یونیتی استون شمالی طراحی نماید. این اثر هنری به‌نام فرشته یاری یاد می‌گردد.
فردریک (و سایر اعضای خانواده ایمز) به معمار هنری هابسون ریچاردسون وظیفه سپردند تا چندین ساختمان بسازد. نخستین ساختمانی که وی ساخت کتابخانه آزاد ایمز بود که با ۵۰٬۰۰۰ دلار ارثیه از وصیت پدرش (اولیور جونیور) ساخته شد. ساخت و ساز این ساختمان در ۱۸۷۸ آغاز و در ۱۸۸۳ میلادی پایان یافت. احتمالاً برجسته‌ترین ساختمانی که این معمار طراحی نمود، ساختمان ایمز در بوستون بود که پس از مرگ وی توسط بنگاه ریچاردسون ساخته شد. این ساختمان برای سال‌های زیادی بزرگترین آسمان‌خراش در بوستون به‌حساب می‌رفت.

### ثعلبیان
ایمز همچنین یک باغدار آماتور و پُر جوش ثعلبیان بود، چیزی که برادرزاده‌اش، گیاه‌شناس حرفه‌ای اوکس ایمز، نیز به آن اشتیاق داشت. کلکسیون ثعلبیان ایمز یکی از بهترین کلکسیون‌ها در سطح کشور محسوب می‌گردید. گیاه ثعلبیانِ ایمزیانوس، به افتخار فردریک و اوکس نام‌گذاری گردیده‌است.
ایمز یکی از اهداکنندگان بزرگ درخت‌ستان آرنولد هاروارد بوده و همچنین معاون انجمن باغبانی علمی ماساچوست بود.

### سیاست
ایمز در ۱۸۷۲ میلادی «در غیاب و بدون اینکه آگاهی داشته باشد» به عنوان عضو مجلس سنای ماساچوست انتخاب گردید. وی یک دوره به عنوان عضو جمهوری‌خواه این مجلس خدمت کرد.

## مرگ و میراث
ایمز زمانی که در کشتی بخار خود پیلگریم در حال حرکت به فال ریور، ماساچوست بود، حوالی صبح زود ۱۳ سپتامبر ۱۸۹۳ به‌طور غیرمنتظره درگذشت. او «با وضعیت پزشکی و روحیه کاملاً عالی» به رخت‌خواب رفت، اما صبح روز بعد دریافته شد که وی درگذشته است. علت مرگ وی آپوپلکسی مغزی گزارش گردید، وضعیت پزشکی که حالا با اصطلاح سکته مغزی شناخته می‌شود.